# Копршивова, Анастасия
Анастаси́я Копрши́вова (урождённая Анастасия Васильевна Вуколова) (14 мая 1936 Прага, Чехословакия) — чешский переводчик русского происхождения, историк cлавист, русист, педагог, публицист и специалист по истории русской эмиграции в Чехословакии.

## Биография
Родилась в Праге как младшая из двух дочерей русского эмигранта Владимира Вуколова, который в 1921 году эмигрировал в Прагу из Советского Союза, изучал сельское хозяйство в Чешском техническом университете и работал ботаником в Научно-исследовательском сельскохозяйственном институте. Мать София Сергеевна Маракуева была уроженкой юга России. Ее отец, дед Анастасии Копршивовой Сергей Владимирович Маракуев, был также русским эмигрантом в Чехословакию, бизнесменом, директором Русского института сельскохозяйственной кооперации. Был арестован 20 мая 1945 года советской контрразведкой Смерш в Праге, осужден за антисоветскую деятельность и депортован в Советский Союз, где через месяц погиб. Семья не знала о его смерти до 1989 года. [1]
После эмиграции в Чехословакию родители Анастасии жили в Праге. Старшая дочь София (1930–2009) была художницей и вышла замуж за режиссера Вацлава Ворличека. Анастасия изучала педагогику, чешский и русский языки на философском факультете Карлова университета в Праге и с 1962 по 1992 год работала в Педагогическом институте им. Я. А. Коменского. Приняла фамилию своего чешского супруга — Копршивова.
Анастасия Копршивова составила историю русской эмиграции и культуры в Чехословакии, опубликовала на эту тему ряд статей. В 1992 году включилась в работу исследовательского комитета межвоенной русской эмиграции, который был основан Владимиром Быстровым с целью реабилитации тысяч пропавших без вести русских с чехословацким или другим гражданством, которые были насильно депортованы в Советский Союз после мая 1945 года [2].
Кроме того, вместе с Лукашем Бабкой и Лидией Петрушевой Копршивова организовала и опубликовала Российский зарубежный исторический архив в Праге, его оперативные документы и каталог коллекций, хранящихся в Пражской славянской библиотеке и в Государственном архиве Российской Федерации в Москве. В 2017 году под руководством Сергея Яковлевича Гагена участвовала в написании сценария и каталога выставки Опыт изгнания, судьбы изгнанников из бывшей Российской империи в межвоенной Чехословакии, организованной Памятником национальной литературы в Летнем дворце Звезда в Праге.

## Работы
- Братья Михаил и Борис Ромберги и их жизненные судьбы. В: Moravskotřebovské vlastivědné listy. Городской музей в Моравской Тршебовой 11, (2000,) стр. 26-30.
- Русские эмигранты во Вшенорах, Мокропсах и Черношицах (1920-1930-е годы), русский язык: Прага 2000, Чехия: Прага 2003
- Центры жизни русских эмигрантов в Праге: (1921-1952), Прага 2001, ISBN 9788070503782
- Карел Крамар и русская эмиграция. В: Карел Крамарж (1860-1937): život a dílo. Институт чешской истории, факультет искусств Карлова университета в Праге, 2009 г., стр. 268-281.
- Найти приют, оставить след... Издательство «Русская традиция», Прага, 2018 год

## Награды
- Кавалер ордена «За заслуги перед Литвой» (5 июля 2021 года, Литва)[3].